# Маннон, Йоан
Йоан Маннон (фр. Yohan Mannone; 19 июля 1995) — французский футболист, центральный защитник.

## Биография
В юности страдал болезнью Крона, из-за чего мог прекратить занятия футболом, но смог победить болезнь. На родине выступал за клубы четвёртого-пятого дивизионов, среди которых — «Расинг» (Париж) и вторая команда ПСЖ. В феврале 2022 года 26-летний футболист перешёл в эстонский клуб «Нымме Калью» (Таллин). 2 марта 2022 года дебютировал в чемпионате Эстонии в матче против «Курессааре», а 8 мая 2022 года в игре с «Таммекой» забил свой первый гол в лиге. Всего за два с половиной сезона сыграл 65 матчей и забил 6 голов в высшем дивизионе. Становился финалистом (2021/22) и полуфиналистом (2023/24) Кубка Эстонии. Летом 2024 года перешёл в клуб чемпионата Люксембурга «Вильц».
Помимо профессиональной игры в футбол, занимается пропагандой здорового питания, является автором и соавтором ряда изданий.